# Пекка Арбеліус
Пекка Арбеліус (фін. Pekka Arbelius; 26 червня 1960, Оулу, Фінляндія) — фінський хокеїст, нападник.
Вихованець хокейної школи «Кярпят» (Оулу). Виступав за «Кярпят» (Оулу), МОДО Хокей, ЮІП (Ювяскюля).
В чемпіонатах Фінляндії — 338 матчів (140+174), у плей-оф — 52 матчі (25+18). В чемпіонатах Швеції — 69 матчів (21+33), у плей-оф — 4 матчі (2+3).
У складі національної збірної Фінляндії учасник чемпіонатів світу 1981, 1982, 1985, 1986 і 1990 (36 матчів, 14+7), учасник Кубка Канади 1981 (4 матчі, 0+0). У складі молодіжної збірної Фінляндії учасник чемпіонату світу 1980.
Досягнення
- Чемпіон Фінляндії (1981), срібний призер (1989), бронзовий призер (1980, 1984, 1985)
- Срібний призер молодіжного чемпіонату світу (1980).